# ルイジアナ州立大学システム
ルイジアナ州立大学システム（英語: Louisiana State University System）は、アメリカ合衆国ルイジアナ州の州立大学群。本部はバトンルージュにある。

## 構成機関
- ルイジアナ州立大学
- ルイジアナ州立大学アレクサンドリア校（英語版）
- ルイジアナ州立大学ユーニス校（英語版）
- ルイジアナ州立大学シュリーブポート校（英語版）